# Паралелізм
Паралелі́зм (грец. parallelos — той, що рухається поряд) — аналогія, уподібнення, спільність характерних рис або чину (паралельне зображення двох явищ із різних сфер життя).
Найчастіше трапляється у синтаксичних ситуаціях, відомих із фольклорної традиції, принаймні за піснями легендарної Марусі Чурай, в яких витворюється психологічний паралелізм:
Як ми кохалися, як зерно в горісі,
Тепер розійшлися, як туман по лісі!
Як ми кохалися, як голубів пара,
Тепер розійшлися, як чорная хмара!
На відміну від порівняння паралелізм виконує композиційну функцію, пов'язує певні мотиви чи елементи стилю у художньому творі, особливого значення йому надається в ліричному сюжеті, зокрема від доби романтизму, коли пейзаж втратив риси описовості, набувши лірично-емоційної специфіки. Досить поширеним цей прийом був в українській поезії. Так, вірш І. Франка «Червона калино, чого в лузі гнешся…» побудований на основі прямого тематично-синтаксичного двочленного паралелізму, притаманного народним пісням.
Водночас розрізняються строфічний паралелізм, як у ряді сатиричних поезій В. Самійленка («Ельдорадо»), ритмічний («Замість сонетів і октав» П. Тичини, де враховується принцип чергування строфи та антистрофи), звуковий, часто у вигляді панторими. Подеколи поряд із прямим паралелізмом вживається і зворотний, де, попри частку «не», підкреслюється не відмінність, а збіг основних рис зіставлюваних явищ:
Не милуй мене шовково,
Ясносоколово (П. Тичина).

## Граматичний паралелізм
Граматичний паралелізм — термін традиційної стилістики, який означає рівномірне, симетричне повернення словоформ або структур речення.
|  | Наприклад: Зараз це було знову як уві сні, залишилось декілька місць, декілька зовсім змінились - (нім.) Jetzt war es auch wieder wie im Traum, in paar Stllen warn geblieben, ein paar waren ganz verändert ((A. Seghers «Das siebte Kreuz»). |

Інтерпретація визначення граматичного паралелізму трішки різниться, але суть залишається тією ж самою — це з'єднання двох і більш з'єднувальних речень (або їх частин) шляхом суворої схожості їх структури — граматичної і семантичної.
|  | Наприклад: «Твій розум глибокий, наче море, Твій дух високий, наче гори»" (Брюсов В., «Досліди», М., 1918). |

Граматичні паралелізми широко розповсюджені в усних і древньописемних літературах, у багатьох системах віршоскладання, виступаючи як принцип побудови строфи. Також розповсюджений у алітеруючих і навіть римованому германському вірші Середньовіччя.